# Gorgota
Gorgota est une commune roumaine du județ de Prahova, dans la région historique de Valachie et dans la région de développement du Sud.

## Géographie
La commune de Gorgota est située dans le sud du județ, à la limite avec le județ d'Ilfov, entre la rivière Prahova au nord et la rivière Ialomița au sud, dans la plaine valaque, à 19 km au sud de Ploiești, le chef-lieu du județ et à 41 km de Bucarest, la capitale du pays.
La municipalité est composée des cinq villages suivants (population en 1992) :
- Crivina (1 150) ;
- Fânari (389) ;
- Gorgota (1 233), siège de la municipalité ;
- Poienarii Apostoli (1 577) ;
- Potigrafu (1 462).

## Politique
| Identité                   | Période | Période | Durée |
| Identité                   | Début   | Fin     | Durée |
| -------------------------- | ------- | ------- | ----- |
| Dumitru-Ionuț Nicolae (d), | 2012    |         |       |

## Démographie
Lors du recensement de 2011, 97,61 % de la population se déclarent roumains (1,97 % ne déclarent pas d'appartenance ethnique et 0,4 % déclarent appartenir à une autre ethnie).
De plus, 97,25 % déclarent être Chrétiens orthodoxes (2,03 % ne déclarent pas d'appartenance religieuse et 0,71 % déclarent appartenir à une autre ethnie).

## Économie
L'économie de la commune repose sur l'agriculture (céréales et plantes industrielles) et sur l'artisanat (poterie, vannerie).

## Communications

### Routes
Gorgota est située sur la route nationale DN1 (Route européenne 60) Ploiești-Bucarest.